# Didacna barbotdemarnii
Didacna barbotdemarnii is een tweekleppigensoort uit de familie van de Cardiidae. De wetenschappelijke naam van de soort is voor het eerst geldig gepubliceerd in 1877 door Grimm.